# Bakur II. od Iberije
Bakur II. od Iberije (gruz. ბაკურ II), iz dinastije Hosroida, bio je kralj Iberije (Kartlija, istočna Gruzija) od 534. do 547. godine. Na prijestolju je naslijedio svog oca, kralja Dačija. Vladao je trinaest godina, ali nije ostavio gotovo nikakva sjećanja na svoje vrijeme i prošao je nezapaženo u povijesti zemlje.
Prema srednjevjekovnom kroničaru Džuanšeru Džuanšerianiju, umro je za sobom ostavivši malodobnu djecu, a Iberija je pala pod sasanidski nadzor. Imao je dvoje djece, Farsmana V. i još jednog sina, koji je bio otac kralja koji je nešto kasnije stupiti na gruzijsko prijestolje - Farsmana VI.
Nakon smrti, naslijedio ga je sin Farsman V.